# Comarque de Deza
Deza est une comarque de la province de Pontevedra en Galice (Espagne). 

## Municipios de la comarque
La comarque est composée de six municipios (municipalités ou cantons) : 
- Silleda
- Villa de Cruces
- Agolada
- Rodeiro
- Dozón
- Lalín (chef-lieu)